# Rui de Pina
Rui de Pina (1440–1521) fue un cronista y diplomático portugués. Nació en Guarda en 1440 falleciendo en 1522. Al servicio de Juan II fue enviado en varias misiones diplomáticas, entre las cuales destaca la representación de los intereses portugueses en Barcelona, tras el viaje de Cristóbal Colón, en las negociaciones previas al Tratado de Tordesillas sobre los dominios de los territorios por descubrir. 
Fue nombrado cronista mayor del reino y guardador de la Torre do Tombo así como de la biblioteca regia por Manuel I en 1497. La actividad cronística se desarrolla por lo menos desde 490 fecha en que Juan II le atribuye el encargo de escribir y asentar los hechos famosos que ocurran en nuestros reinos. 
Escribió las crónicas de varios reyes de Portugal, entre los que se encuentran Sancho I, Alfonso II, Sancho II, Alfonso III, Dionisio I, Alfonso IV, Eduardo I, Alfonso V y Juan II adoptando un punto de vista que exaltaba los hechos de los monarcas. 
Las crónicas de Sancho I hasta Dionisio I fueron editadas en Lisboa entre 1727 y 1729 por Miguel Lopes Ferreira; las tres crónicas de Eduardo I, Alfonso V y Juan II fueron editadas entre 1790 y 1792 por la Academia de Ciencias de Lisboa.    
- Datos: Q2015448
- Multimedia: Rui de Pina / Q2015448